# Powerhouse (album Powerhouse)
Powerhouse – album studyjny brytyjskiej grupy hardrockowej Powerhouse.
Powerhouse powstał w efekcie przekształcenia zespołu Geordie po odejściu najbardziej znaczącego członka zespołu Briana Johnsona, który przeszedł do zespołu AC/DC. Frontmanem Powerhouse został były członek One Way Street – wokalista Rob Turnbull.
Na albumie zagrał również były członek Hollow Ground – gitarzysta Martin Metcalf.
Producentem albumu był Andre Jacquemin, okładkę zaprojektował Garry Sharpe-Young.
Po odejściu Roba Turnballa Powerhouse powrócił do starej nazwy Geordie.

## Lista utworów

### Strona A
| 1. | "Heaven Or Hell"         | 4:42  |
|    |                          |       |
| 2. | "Time To Run"            | 4:55  |
|    |                          |       |
| 3. | "Feels Like A Breakdown" | 4:00  |
|    |                          |       |
| 4. | "Feel The Steel"         | 3:24  |
|    |                          |       |
|    |                          | 17:01 |
|    |                          |       |

### Strona B
| 1. | "She's Got You"     | 3:35  |
|    |                     |       |
| 2. | "Oh No"             | 3:04  |
|    |                     |       |
| 3. | "So You Lose Again" | 3:27  |
|    |                     |       |
| 4. | "Move Away"         | 4:02  |
|    |                     |       |
| 5. | "Rock n' Roll"      | 4:08  |
|    |                     |       |
|    |                     | 18:16 |
|    |                     |       |

## Wykonawcy
- Rob Turnbull – śpiew
- Brian Gibson (Geordie) – perkusja
- Tom Hill (Geordie) – gitara basowa
- Martin Metcalf – Wrench, Hollow Ground – gitara